# Ōno Harunaga
Ōno Harunaga est un nom japonais traditionnel ; le nom de famille (ou le nom d'école), Ōno, précède donc le prénom (ou le nom d'artiste).
Ōno Harunaga (大野 治長, 1569-4 juin 1615) est un samouraï général de Toyotomi Hideyori qui prend part au siège d'Osaka en 1615. Il devient seigneur du château d'Osaka après la bataille de Sekigahara. Ōno mène ses troupes contre les forces du château de Wakayama à la bataille de Kashii, ainsi qu'à la bataille de Shigino et à la bataille de Tennōji, où il est tué au combat.

## Source de la traduction
- (en) Cet article est partiellement ou en totalité issu de l’article de Wikipédia en anglais intitulé « Ōno Harunaga » (voir la liste des auteurs).